# Хоффман, Здзислав
Здислав Хоффман (пол. Zdzisław Hoffmann, род. 27 августа 1959 года, Свебодзин, Польша) — польский легкоатлет, специализирующийся в тройном прыжке. Победитель первого чемпионата мира 1983 года в Хельсинки. Девятикратный чемпион Польши.

## Карьера
Первым крупным турниром Здислава Хоффмана стал чемпионат Европы в помещении 1980 года, где он сумел занять 12 место и отобраться на первые в своей жизни Олимпийские игры 1980. Дебют оказался неудачным, ему пришлось завершить соревнования на стадии квалификации (16 место).
В 1983 году становиться первым в истории чемпионом мира в тройном прыжке в Хельсинки показав результат 17,42 метров. В этом же году его признают Атлетом года в Польше.
Можно также отметить его выступления на чемпионат мира 1987 года и чемпионат Европы 1988 года, где он занял 12 и 8 места соответственно. Здислав за свою карьеру становился девятикратным чемпионом Польши (1981, 1983, 1984 и 1989 на открытом воздухе, 1980,1983,1984, 1987 и 1988 в помещении).
Персональный рекорд в тройном прыжке установил в июне 1985 года в Мадриде — 17,53. Рекорд в прыжке в длину — 8,09, был установлен в мае 1983 в Варшаве.
Его сын, Кароль Хоффман также выступает в тройном прыжке и добился хороших результатов.

## Выступления
| Год  | Соревнование                 | Место                | Позиция | Результат |
| ---- | ---------------------------- | -------------------- | ------- | --------- |
| 1980 | Чемпионат Европы в помещении | Зиндельфинген, ФРГ   | 12      | 16,03 м   |
| 1980 | Олимпийские игры             | Москва, СССР         | 16      | 15,35 м   |
| 1983 | Чемпионат мира               | Хельсинки, Финляндия | 1       | 17,42 м   |
| 1984 | Соревнования «Дружба-84»     | Москва, СССР         | 12      | 16,42 м   |
| 1987 | Чемпионат мира               | Рим, Италия          | 12      | 16,58 м   |
| 1988 | Чемпионат Европы в помещении | Будапешт, Венгрия    | 8       | 16,56 м   |